# یواس‌اس سابالو (اس‌پی-۲۲۵)
یواس‌اس سابالو (اس‌پی-۲۲۵) (به انگلیسی: USS Sabalo (SP-225)) یک کشتی بود که طول آن ۱۴۱ فوت (۴۳ متر) بود. این کشتی در سال ۱۹۱۶ ساخته شد.